# クロサカタツヤ
クロサカ タツヤ（黒坂 達也、1975年2月23日 - ）は、日本の経営者および経営コンサルタント。株式会社 企（くわだて）代表取締役。
慶應義塾大学総合政策学部卒業、同大学院政策・メディア研究科（博士前期課程）修了。修了後、三菱総合研究所に就職し、情報通信事業のコンサルタントを務める。
2007年1月に独立し、クロサカタツヤ事務所、2008年5月に株式会社企（くわだて）を設立する。2016年5月より、慶應義塾大学大学院政策・メディア研究科特任准教授。また2024年8月より、ジョージタウン大学客員研究員。

## 略歴
- 1993年（平成5年）、慶應義塾大学総合政策学部に入学。
- 1997年（平成9年）、同大学を卒業、慶應義塾大学大学院政策・メディア研究科博士前期課程に入学。
- 1999年（平成11年）、同大学院修了。三菱総合研究所に入社。情報通信分野のコンサルティングに従事。
- 2006年（平成18年）、同社退職。翌年より個人事業主として活動。
- 2008年（平成20年）、株式会社企（くわだて）を設立。以後、同社代表取締役（-現在）。
- 2016年（平成28年）、総務省情報通信政策研究所コンサルティングフェロー（-2018年）。
- 2016年（平成28年）、慶應義塾大学大学院政策・メディア研究科特任准教授（-現在）。
- 2018年（平成30年）、国際大学グローバルコミュニケーションセンター（GLOCOM）客員研究員（-現在）。
- 2021年（令和3年）、公正取引委員会デジタルスペシャルアドバイザー（-現在）。
- 2022年（令和4年）、オリジネーター・プロファイル技術研究組合事務局長（-現在）。
- 2023年（令和5年）、Interop Tokyoカンファレンスプログラム委員会副議長（-現在）。
- 2024年（令和6年）、日本ネットワークインフォメーションセンター(JPNIC)理事（-現在）。
- 2024年（令和6年）、ジョージタウン大学客員研究員（-現在）。

## 役職
- 日欧ICT研究協力フォーラム　次世代情報検索・解析技術セッション 共同議長（2008年）
- 経済産業省 IT融合フォーラム有識者会議（審議会）委員（ - 2012年）[7]
- 国立競技場将来構想ワーキンググループ・施設利活用（スポーツ）グループ部会 委員（2012年）[7]
- 2022年FIFAワールドカップ日本招致委員会 ICTコンサルタント（2009年7月 - 2010年12月）[7]
- 総務省情報通信政策研究所コンサルティングフェロー（2016年1月 - 2018年）[8]
- 経済協力開発機構 WPDGP（Working Party on Data Governance and Privacy in the Digital Economy）、WPSPDE（Working Party on Security, Privacy in the Digital Economy）、WPISP（Working Party on Information Security and Privacy）、WPIE（Working Party on Information Economy）日本政府代表団員メンバー（2013年 - 現在）[8]
- 日本サッカー協会 100周年記念事業プロジェクト委員（2012年 - 2022年）[9]
- Interop Tokyoプログラム委員（2013年 - 現在）[7]
- 慶應義塾大学大学院政策・メディア研究科特任准教授（2016年5月 - 現在）[10]
- 総務省 ICTサービス安心・安全研究会 消費者保護ルール実施状況のモニタリング定期会合委員（2016年 - 現在）[11]
- 総務省 ICTサービス安全・安心研究会 消費者保護ルールの検証に関するWG構成員（2018年 - 2021年）[12]
- 総務省 消費者保護ルールの在り方に関する検討会構成員（2021年 - 現在）[13]
- IoT推進コンソーシアム データ流通促進WG委員（2018年 - 現在）[8]
- インフォメーションバンクコンソーシアム 監事（2018年 - 現在）[8]
- 国土交通省 海事産業将来像検討会 委員（2019年 - 2021年）[14]
- 人工知能学会倫理委員会 AI ELSI賞審査委員（2019年 - 現在）[15]
- 総務省 デジタル活用支援アドバイザリーボード 携帯電話の乗換え等サポートワーキンググループ 構成員（2021年 - 2022年）[16]
- 公正取引委員会 データ市場に係る競争政策に関する検討会 委員（2020年 - 2021年）[17]
- 公正取引委員会 デジタルスペシャルアドバイザー（2021年 - 現在）[18]
- 内閣官房デジタル市場競争本部 Trusted Web推進協議会 委員（2020年 - 現在）[19]
- 内閣官房デジタル市場競争本部 Trusted Web推進協議会 タスクフォース座長（2020年 - 現在）[20]
- オリジネーター・プロファイル技術研究組合 事務局長（2022年 - 現在）[21]
- 総務省 デジタル時代における放送制度の在り方に関する検討会 小規模中継局等のブロードバンド等による代替に関する作業チーム 構成員（2022年 - 現在）[22]
- 総務省 電気通信事故検証会議 構成員（2022年 - 現在）[23]
- 総務省 非常時における事業者間ローミング等に関する検討会（2022年 - 2024年）[24]
- 総務省 デジタル変革時代の電波政策懇談会 ５Ｇビジネスデザインワーキンググループ 構成員（2022年 - 2023年）[25]
- 総務省 デジタル空間における情報流通の健全性確保の在り方に関する検討会 構成員（2023年 - 2024年）[26]
- 総務省 デジタルビジネス拡大に向けた電波政策懇談会 構成員（2023年 - 2024年）[27]
- 総務省 情報通信審議会 情報通信技術分科会 IPネットワーク設備委員会 非常時における事業者間ローミング等に関する検討作業班 構成員 構成員（2024年 - 現在）[28]
- 総務省 デジタル空間における情報流通の諸課題への対処に関する検討会 デジタル広告ワーキンググループ 構成員（2024年 - 現在）[29]

## 著作
- 『日本未来図2030 20人の叡智が描くこの国のすがた』（共著・自民党国家戦略本部編 日経BP 2014年）
- 『AIがつなげる社会 』AIネットワーク時代の法・政策（共著 弘文堂 2017年）
- 『5Gでビジネスはどう変わるのか』（単著 日経BP 2019年）
- 『生成AI時代の教養 技術と未来への21の問い』（共著 風涛社 2024年）
- 『时代的下一轮红利，你能抓住吗？』（単著、「5Gでビジネスはどう変わるのか」中国語版（簡字体）） 民主与建设出版社 2022年）[30]

## 出演
テレビ
- BSフジLIVE ソーシャルTV ザ・コンパス （BSフジ、2012年11月-2013年3月） - オピニオンアナリスト（レギュラーコメンテーター）
- いっぷく! （TBSテレビ）、2014年10月-2015年3月） - レギュラーコメンテーター

ラジオ
- エコノモーニング （NACK5、2020年11月5日 - 2024年7月25日） - レギュラーコメンテーター（木曜日担当）